# Дейвис, Лиф
Лиф Дейвис (англ. Leif Davis; род. 31 декабря 1999, Ньюкасл-апон-Тайн) — английский футболист, защитник клуба «Ипсвич Таун».

## Клубная карьера
Дейвис — воспитанник клубов «Уоллсенд Бойз», «Моркам» и «Лидс Юнайтед». 23 декабря 2018 года в матче Чемпионшипа против «Астон Виллы» он дебютировал в составе последних. После победы в Чемпионшипе, 3 октября 2020 года в поединке против «Манчестер Сити» он дебютировал в английской Премьер-лиге.
В 2021 году он на правах аренды перешёл в «Борнмут». 14 августа в матче против «Ноттингем Форест» Лиф дебютировал за клуб. 6 ноября против «Суонси Сити» он отметился первой голевой передачей за клуб.
В 2022 году стал игроком «Ипсвич Таун», подписав трёхлетний контракт. 30 июля против «Болтон Уондерерс» Дейвис дебютировал за новый клуб. 21 февраля 2023 года против «Оксфорд Юнайтед» он забил дебютный гол за «Ипсвич Таун». По итогам сезона Чемпионшипа, «Ипсвич Таун» впервые за 22 года вышел в английскую Премьер-лигу.

## Достижения
«Лидс Юнайтед»
- Победитель Чемпионшипа: 2019/20[12]